# Jean-Jérôme Adam
Pour les articles homonymes, voir Adam (homonymie).
Jean-Jérôme Adam, né le 8 juin 1904 à Wittenheim (Haut-Rhin) et mort le 11 juillet 1981 à Franceville (Gabon), est un missionnaire spiritain et archevêque français, également linguiste et grand connaisseur des langues africaines et de la littérature orale.
Il exerce la plus grande partie de son ministère au Gabon où il est envoyé en 1929. Vicaire apostolique du Gabon et évêque titulaire de Rhinocorura (de) en 1947, il est nommé évêque de Libreville en 1955, puis archevêque en 1958 et enfin archevêque de Brixellum (de).

## Publications
- Jean-Jérôme Adam et Alexandre Biton (collab.), Dictionnaire ndumu-mbede-français et français-ndumu-mbede : Petite flore de la région de Franceville (Gabon). Grammaire ndumu-mbede, 1969
- Jean-Jérôme Adam, Proverbes, devinettes, fables mbédé — Édition bilingue ; textes choisis et présentés par Mgr J. J. Adam
- Jean-Jérôme Adam, Fables, proverbes et devinettes du haut-Ogooué : Kuya, Kaningi, Nyan̄i, Mbama, Tege, Wandji, Duma, Nzebi, Wumbvu, Mbangwe, Camay, Kota, 1977
- Jean-Jérôme Adam, « Sagesse Obamba (Haut-Ogooué) », Muntu. Revue scientifique et culturelle du CICIBA, no 7,‎ 1987, p. 109-119

## Hommages
Un collège de Franceville porte son nom.